# Židle

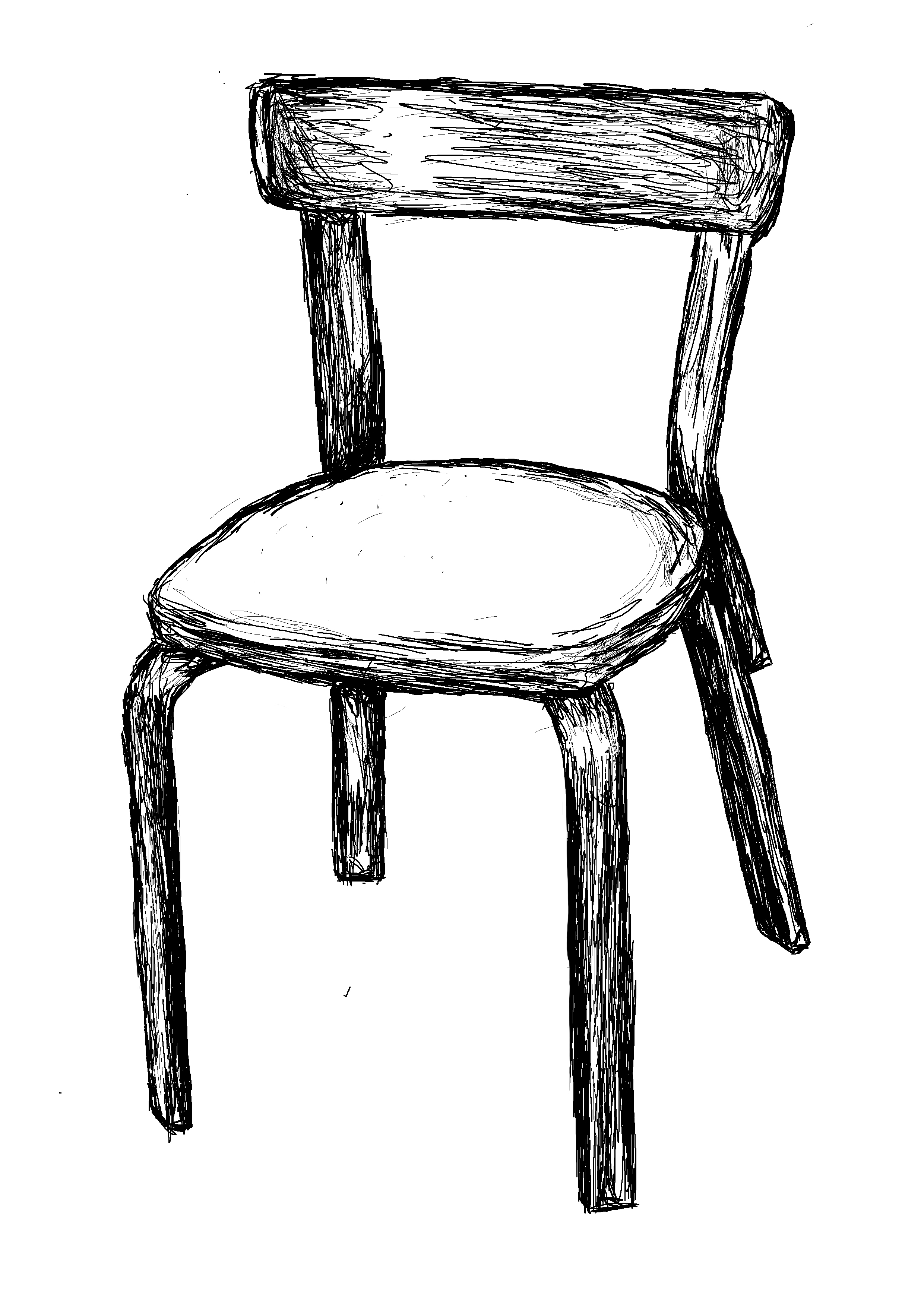
Kresba židle (design Alvar Aalto)

Židle (zastarale nebo nářečně sesle z něm. Sessel, na Hané legát) je nábytek, který je určen k sezení a k podpírání těla. Typická židle se skládá z opěrátka, sedáku a nosné části (většinou se jedná o čtyři nohy, ale výjimkou nejsou více- či méněnohé varianty). Doplňkem židle je područka (opěrátko na ruce), se kterým se už zařazuje do skupiny nábytku sloužícího především k odpočinku, jakožto křeslo. Židle může a nemusí být polstrovaná; křeslo je polstrované vždy.
Židle je určena pro jednu osobu a neslouží pouze k relaxačním účelům, ale například i při stolování, k úlevové poloze nebo při různé práci. Pohovka, lavička, gauč atd. jsou určeny pro více osob a využití nacházejí hlavně v odpočinkové činnosti, tedy nejčastěji v obývacím pokoji nebo kuchyni. Židle je vyrobena téměř z libovolného pevného materiálu, ale mezi nejčastější patří židle vyrobené ze dřeva (např. ratan), plastu, kovu, pleteného proutí atd.

## Původ slova
Slovo bylo do češtiny přejato ze starohornoněmeckého sidel(e), kam přišlo z latinského sedile ’sedadlo, stolice’, od sedere ’sedět’. Zmínka o židli je v češtině poměrně nová, poprvé se objevuje v r. 1484.

## Správné rozměry židle
Rozměry a vlastnosti židlí jsou v České republice stanoveny Českými technickými normami. Ty jsou buď převzaty z EU (ČSN EU) nebo se jedná o normy vlastní (ČSN).
Výška sedáku by měla být v rozmezí 40 až 50 cm tak, aby sedící člověk měl nohy v kolenou ohnuté v tupém úhlu. Úhel opěradla by měl být takový, aby byla osoba při opření v mírném záklonu (5°). Výška opěradla by měla být přibližně taková, aby dosahovala pod lopatky nebo k ramenům těla. Kancelářská židle poskytuje sedícímu vyšší komfort, má prvky aktivního sezení a jde o typ ergonomické židle pro dlouhodobé sezení.

## V kultuře

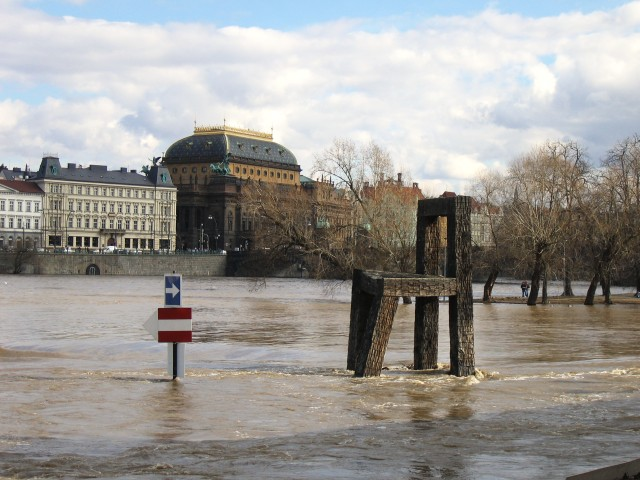
Replika židle Magdaleny Jetelové za povodně 2006

Česká výtvarnice Magdalena Jetelová vytvářela mezi jiným monumentální dřevěné plastiky v podobě židlí. Její artefakt Židle, který zničila povodeň z roku 2002, se stal jedním ze symbolů této přírodní pohromy.

## V reklamě

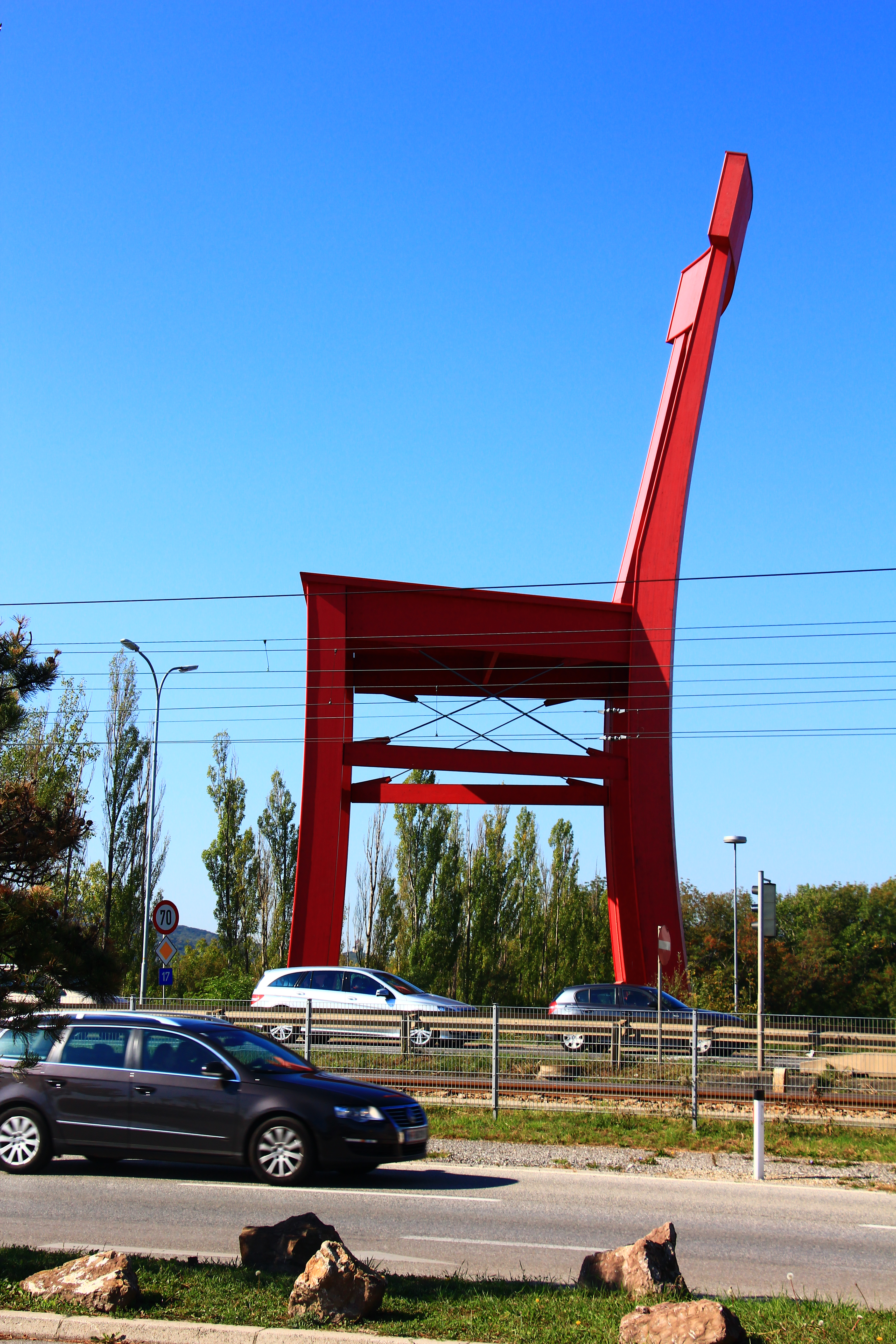
Židle XXXLutz u prodejny v Rakousku

Velká červená židle je symbolem řetězce prodejen nábytku XXXLutz.